# سيريوس باسيت
سيريوس باسيت (باللاتينية: Sirius Passet)، مرسب أحفوري كمبري يقع في بيري لاند، جرينلاند. وقد تمت تسمية مرسب سيريوس باسيت على اسم دورية زلاجة سيريوس التي تعمل في شمال جرينلاند. يتكون من ستة أماكن في نانسين لاند، على الشاطئ الشرقي لمضيق جيه بي كوخ في أقصى شمال جرينلاند. تم اكتشافه في عام 1984 بواسطة "أ. هيجينز" من هيئة المسح الجيولوجي لجرينلاند. تم نشر تقرير أولي بواسطة "سيمون كونواي موريس" ومع فريقه في عام 1987 وعادت البعثات التي قادها "جيه إس بيل" و"كونواي موريس" إلى الموقع عدة مرات بين عام 1989 حتى الوقت الحاضر. تم تجميع مجموعة ميدانية تضم ربما 10,000 عينة أحفورية. وهي تعتبر جزء من تكوين بوين.